# Rudyszwałd
Rudyszwałd est une localité polonaise de la gmina de Krzyżanowice, située dans le powiat de Racibórz en voïvodie de Silésie.